# Hoàng Thanh Trang
Hoàng Thanh Trang (sinh 25 tháng 4 năm 1980 tại Hà Nội) là một nữ đại kiện tướng cờ vua Hungary gốc Việt,  thi đấu cho Đội tuyển cờ vua Hungary. Chị là nhà vô địch nữ châu Âu năm 2013 sau khi giành chức vô địch tại giải cá nhân châu Âu ở Serbia tháng 8 năm 2013 .
Hoàng Thanh Trang là kỳ thủ nữ có gốc gác Việt Nam duy nhất cho đến nay lọt vào Top 10 nữ kỳ thủ có hệ số Elo cao nhất thế giới (thứ 9, tháng 4 năm 2006)  và hiện chị vẫn là kỳ thủ gốc Việt Nam duy nhất ở trong nhóm các nữ kỳ thủ hàng đầu của FIDE .

## Tiểu sử
Hoàng Thanh Trang sinh ra tại Hà Nội trong một gia đình có truyền thống cờ vua. Bố chị, Hoàng Minh Chương, khi đó là tiến sĩ Toán, giảng viên môn Đại số trường Đại học Tổng hợp Hà Nội, đồng thời là huấn luyện viên cờ vua của Hội thể thao Đại học Việt Nam. Hiện ông là giám đốc công ty ChessCom của Hungary chuyên đào tạo vận động viên cờ vua. Công ty này cũng từng là nơi huấn luyện các kỳ thủ Đào Thiên Hải, Nguyễn Ngọc Trường Sơn... khi họ sang Hungary tập huấn.
Từ nhỏ Thanh Trang đã được bố dạy chơi cờ, sau đó chị vào sinh hoạt tại lớp cờ của Cung văn hóa thiếu niên. Năm lên 10, cả gia đình Thanh Trang định cư ở Hungary, một cường quốc về cờ vua, đặc biệt là cờ vua nữ để tập trung phát triển tài năng cho Trang . Chỉ sau 2 năm ở Hungary, Trang đã giành chức vô địch giải vô địch cờ vua Hungary cho lứa tuổi 12 và đạt chuẩn kiện tướng FIDE.

## Thành tích thi đấu
Lên 14 tuổi, Thanh Trang đã đạt chuẩn Kiện tướng quốc tế nữ. 2 năm sau chị trở thành Đại kiện tướng quốc tế khi mới 16 tuổi. Năm 1998, khi mới 18 tuổi, chị trở thành vận động viên Việt Nam đầu tiên và duy nhất cho đến nay vô địch nội dung nữ Giải vô địch cờ vua thanh niên thế giới tại Kozhikode, Ấn Độ. Năm 1999, chị đạt chuẩn đại kiện tướng nam lần đầu tiên và trở thành một trong 12 nữ kỳ thủ đạt được danh hiệu này. Năm 2000, Thanh Trang giành chức vô địch giải vô địch cờ vua châu Á ở Udaipur, Ấn Độ sau khi đạt 9 điểm / 11 ván, trong đó có ván thắng niềm hy vọng của nước chủ nhà là Tania Sachdev, hơn kỳ thủ hạng nhì Tần Khản Oánh ½ điểm . Năm 2002, tại Olympic cờ thế giới tổ chức tại Bled, Slovenia, Thanh Trang đã giành hạng nhất Bàn 1, giúp đội nữ Việt Nam xếp thứ 11 chung cuộc (cao nhất từ trước đến nay).
Năm 2006, do vấn đề kinh phí, sau 10 năm liền thi đấu cho đội tuyển cờ vua Việt Nam, Hoàng Thanh Trang đã xin chuyển sang thi đấu cho đội tuyển cờ vua Hungary (vốn đã mời chị về thi đấu ngay từ năm 1996). Tin tức này được coi là cú sốc lớn cho cả ngành thể thao Việt Nam vì chị luôn là kỳ thủ số một Việt Nam và hàng đầu thế giới. Đến đầu năm 2007, công ty Dragon Capital đã quyết định tài trợ cho Liên đoàn cờ vua Việt Nam với mục tiêu hàng đầu là mời được Hoàng Thanh Trang trở lại với đội tuyển Việt Nam. Tuy nhiên, Thanh Trang không bao giờ quay lại đội tuyển Việt Nam nữa.
Trong màu áo Liên đoàn cờ Hungary, chị cũng được coi là nữ kỳ thủ số một của đội tuyển nữ vì nữ đại kiện tướng Judit Polgar không tham gia thi đấu ở các giải đấu nữ. Trong giải vô địch châu Âu năm 2006, Thanh Trang đã giúp đội Hungary xếp thứ 4 chung cuộc và lọt vào vòng chung kết giải vô địch thế giới.
Năm 2007, Thanh Trang đạt đủ ba chuẩn đại kiện tướng cờ vua quốc tế nam và là một trong số ít các nữ kì thủ có danh hiệu đại kiện tướng nam. Tháng 7 năm 2008, Thanh Trang có hệ số Elo 2487, xếp thứ 19 trong bảng xếp hạng kỳ thủ nữ của FIDE. chị tham gia giải vô địch cờ vua nữ thế giới 2008, thắng hai vòng đầu và vào đến vòng 16 kì thủ mạnh nhất, chỉ chịu thua kì thủ nữ số 2 thế giới Humpy Koneru (1 hoà 1 thua).
Năm 2009, tại giải cờ vua cá nhân nữ châu Âu, Thanh Trang dẫn đầu thời điểm giữa giải, tuy nhiên không duy trì được ưu thế và kết thúc giải ở vị trí thứ 10. Dù vậy qua giải chị đã giành được một suất tham dự Giải vô địch cờ vua nữ thế giới 2009.
Tương tự như vậy, ở Giải cờ vua cá nhân nữ châu Âu 2012, Thanh Trang dẫn đầu sau 6 vòng đấu với 5,5 điểm (+5 =1) . Khi gặp các đối thủ mạnh ở nửa sau giải, chị có một số ván thua và xếp thứ 12 chung cuộc , đủ để giành quyền tham dự Cúp cờ vua nữ thế giới 2012 .
Tại Giải cờ vua cá nhân nữ châu Âu 2013, Thanh Trang dẫn đầu từ vòng 7 và bảo toàn được vị trí cho đến chung cuộc, lần đầu tiên vô địch châu Âu. Với thành tích bất bại trong suốt cả giải (+7 =4), trong đó có 3 ván thắng trước các nhà vô địch những giải trước (Lagno, Kosteniuk và Gunina), chị kết thúc giải với 9 điểm / 11 ván, nhiều hơn nhóm xếp sau 1 điểm . Chị là nữ kỳ thủ gốc châu Á đầu tiên vô địch châu Âu . Với chức vô địch này, Thanh Trang cũng là nữ kỳ thủ đầu tiên và duy nhất cho đến nay vô địch cá nhân cả châu Á (2000) và châu Âu (2013).
Trong các giải vô địch châu Âu 2015 và 2017, Thanh Trang tiếp tục có mặt trong nhóm các kỳ thủ hàng đầu để có vé tham dự các giải vô địch thế giới 2016 và 2018.

## Giải thưởng
Hoàng Thanh Trang là vận động viên đầu tiên được Nhà nước Việt Nam trao tặng Huân chương lao động hạng Ba năm 1998.
Chị đã 5 lần được bầu là Vận động viên tiêu biểu trong năm của thể thao Việt Nam.

## Cuộc sống riêng
Năm 2014 Hoàng Thanh Trang đã kết hôn với Trần Chí Trung - một kiến trúc sư người Việt. Hai người đã có một con gái (sinh 2016).